# 210854 Stevejaskulek
210854 Stevejaskulek è un asteroide della fascia principale. Scoperto nel 2001, presenta un'orbita caratterizzata da un semiasse maggiore pari a 2,730520 UA e da un'eccentricità di 0,169214, inclinata di 5,656660° rispetto all'eclittica. Ha un diametro di 3,542 km.